# Ricardo Maccioni
Ricardo Benjamín Maccioni Baraona (Puerto Aysén, 1946) es un bioquímico chileno especializado en biomedicina, biología celular y molecular. Desde 1990 es el director del Centro Internacional de Biomedicina (ICC por su sigla en inglés), donde ha concentrado su carrera profesional en investigaciones sobre la Enfermedad de Alzheimer.

## Biografía

### Primeros años y estudios
Nacido en Puerto Aysén en 1946, se mudó con su familia a Coyhaique, la capital regional, donde pasó la mayor parte de su infancia y juventud. Al finalizar sus estudios secundarios en el Liceo San Felipe Benicio de Coyhaique, emigró a Santiago para realizar sus estudios superiores en bioquímica en la Universidad de Chile, obteniendo el título de bioquímico en 1969. Posteriormente, cursó su posgrado en ciencias biomédicas por la misma universidad, egresando en 1975, para luego hacer su research fellow en el Centro de Ciencias de la Salud de la Universidad de Colorado. 

### Carrera profesional
Se desempeña como profesor titular de neurología y biomedicina en su alma mater, la Facultad de Ciencias de la Universidad de Chile. Mientras cursaba sus estudios en Estados Unidos, fue profesor asociado de la Facultad de Medicina de la Universidad de Colorado, en Denver, además de becario postdoctoral en los Institutos Nacionales de Salud de los Estados Unidos, el Centro de Ciencias de la Salud de la U. de Colorado y el Instituto Max Planck de Biofísica en Fráncfort del Meno, Alemania.
En su labor científica, dentro de sus hallazgos más relevantes, se encuentra el descubrimiento de la quinasa dependiente de ciclina 5 (Cdk5), una enzima que influye en la aparición de enfermedades neurodegenerativas; así como también la participación de la proteína tau en dichas enfermedades, especialmente en el alzheimer. 
En 2021, obtuvo dos nominaciones al Premio Nobel de Medicina, otorgadas por los jueces del Instituto Karolinska.

## Premios y distinciones
- Senior EMBO Fellow, Organización Europea de Biología Molecular (1984)[5]
- Premio Cátedra Presidencial en Ciencias otorgado por el Presidente de la República de Chile (1998)[5]
- Premio Alzeihmer de la Alzheimer's Association (1999)[5]
- Homenaje a la investigación sobresaliente en la enfermedad de Alzheimer, Dementia 2019, Universidad de Harvard (2019)[3]